# Dolo (Burkina Faso)
Pour les articles homonymes, voir Dolo (homonymie).
Cet article concerne le village chef-lieu. Pour le département et la commune rurale, voir Dolo (département).
Dolo est un village du département de Dolo, dont il est le chef-lieu, situé dans la province de la Bougouriba et la région du Sud-Ouest au Burkina Faso..